# Lúčka (Levoča)
Lúčka es un municipio del distrito de Levoča en la región de Prešov, Eslovaquia, con una población estimada a final del año 2024 de 115 habitantes.
Se encuentra ubicado al suroeste de la región, cerca del río Hernád (cuenca hidrográfica del río Tisza) y de la frontera con la región de Košice.

## Demografía
| Año        | 1994 | 2004     | 2014    | 2024 |
| ---------- | ---- | -------- | ------- | ---- |
| Población  | 118  | 136      | 125     | 115  |
| Diferencia |      | +15,25 % | −8,08 % | −8 % |

| Año        | 2023 | 2024    |
| ---------- | ---- | ------- |
| Población  | 115  | 115     |
| Diferencia |      | +1,42 % |